# Bernadette Schild
Bernadette Schild (* 2. Jänner 1990 in Zell am See, Salzburg) ist eine ehemalige österreichische Skirennläuferin. Die jüngere Schwester von Josef und Marlies Schild absolvierte das Skigymnasium in Stams und ist Mitglied des Skiclubs Dienten am Hochkönig. Ihre Spezialdisziplinen waren Slalom und Riesenslalom.

## Biografie
Ihre ersten FIS-Rennen bestritt Schild als 15-Jährige im Dezember 2005. Bei den österreichischen Meisterschaften 2006 Ende März in Lech am Arlberg wurde sie Dritte im Slalom und Zweite in der Kombinationswertung. Im Jänner 2007 gewann sie ihr erstes FIS-Rennen und feierte einen Monat später die ersten internationalen Erfolge beim European Youth Olympic Festival in Jaca mit der Silbermedaille im Riesenslalom und der Bronzemedaille im Slalom. Am Ende der Saison errang sie bei den österreichischen Meisterschaften 2007 erneut Platz zwei in der Kombinationswertung.
In der darauf folgenden Saison 2007/08 nahm Schild erstmals an Europacuprennen teil und erreichte mit Rang sechs beim Slalom in Lenggries ihre beste Platzierung. Ende Jänner wurde sie in Lackenhof am Ötscher Österreichische Jugendmeisterin im Slalom, im Riesenslalom und in der Kombinationswertung. Ihren bisher größten Erfolg feierte sie am 28. Februar 2008 bei den Juniorenweltmeisterschaften in Formigal, als sie – für viele überraschend – die Goldmedaille im Slalom gewann. Dadurch durfte sie auch beim Weltcupfinale am 14. März 2008 in Bormio an den Start gehen, wo sie jedoch im zweiten Slalom-Durchgang ausfiel.
Die ersten Weltcuppunkte holte Schild in ihrem dritten Weltcuprennen am 29. Dezember 2008 beim Nachtslalom auf dem Semmering mit Rang 24. Bei drei weiteren Weltcupeinsätzen im Jänner 2009 blieb sie aber ohne Ergebnis. Im Europacup erreichte sie 2008/09 mit zwei vierten Plätzen in Riesenslaloms ihre bis dahin besten Platzierungen und wurde Fünfte in der Disziplinenwertung. Bei den Juniorenweltmeisterschaften im März 2009 in Garmisch-Partenkirchen verpasste sie die Titelverteidigung knapp und gewann hinter Denise Feierabend die Silbermedaille im Slalom. Die letzten Rennen der Saison konnte Schild nicht mehr bestreiten, da sie sich bei einem Sturz im zweiten Durchgang des Junioren-WM-Riesenslaloms das Sprunggelenk verletzte.
Am 30. November 2009 erreichte sie mit Rang drei im Slalom von Funäsdalen ihren ersten Podestplatz im Europacup. Der erste Sieg folgte am 29. Jänner 2010 beim Riesenslalom in Courchevel. Mit einem weiteren Podestplatz im Slalom von La Molina gewann Schild in der Saison 2009/10 die Slalomwertung und erzielte mit insgesamt zehn Top-10-Platzierungen den fünften Rang im Gesamtklassement. Bei den Juniorenweltmeisterschaften 2010 erreichte sie nur den 19. Platz im Riesenslalom, im Slalom fiel sie aus. Im Weltcup kam sie in diesem Winter zu fünf Renneinsätzen, bei denen sie ohne Punkte blieb. Bei den österreichischen Meisterschaften 2010 in Innerkrems wurde sie Zweite im Riesenslalom.
Nachdem Schild beim Weltcupauftakt der Saison 2010/11 in Sölden ausgefallen war, gewann sie im zweiten Saisonrennen, dem Slalom von Levi am 13. November 2010, zum zweiten Mal Weltcuppunkte – erstmals seit Dezember 2008. Fünf Wochen später fuhr sie mit Platz sieben im Slalom von Courchevel erstmals in die Top 10. Ab nun konnte Schild öfters im Weltcup punkten, wobei ihr eine weitere Top-10-Platzierung in einem Weltcupslalom erst wieder im Jänner 2013 gelang. Mit dem 6. Platz beim Slalom von Flachau am 15. Jänner 2013 stellte Schild ihr bis dahin bestes Weltcupergebnis auf und konnte sich für die Heimweltmeisterschaften in Schladming qualifizieren, wo sie den 12. Platz belegte. Beim Weltcupfinale in Lenzerheide erzielte sie als Zweite erstmals in ihrer Karriere eine Podestplatzierung.
In der Saison 2013/14 erreichte sie weitere Podestplatzierungen, wobei sie am 17. Dezember 2013 als Dritte des Slaloms von Courchevel erstmals gemeinsam mit ihrer Schwester Marlies Schild am Podest eines Weltcuprennens stand. Mit diesen Leistungen konnte sie sich für das Slalom-Team bei den Olympischen Spielen 2014 in Sotschi qualifizieren, wo sie als Vierte nach dem ersten Durchgang in der Entscheidung ausfiel. Nach zwei durchwachsenen Saisonen im Weltcup konnte sie in der Saison 2016/2017 wieder an frühere Erfolge anknüpfen und fuhr konstant in die Top Ten. Im März 2017 beim Weltcup-Rennen in Squaw Valley erreichte sie mit dem dritten Rang ihren ersten Podestplatz im Slalom seit drei Jahren.
Schild fuhr sehr konstant in der Saison 2017/18 und konnte bereits im November mit einem dritten Platz in Killington ihre erste Podiumsplatzierung in diesem Winter verbuchen. Beim Slalom in Flachau musste sie sich lediglich Mikaela Shiffrin geschlagen geben, obwohl sie nach dem ersten Durchgang in Führung lag. Während der Saison konnte sie sich insgesamt sechsmal in den Top 5 platzieren und rückte damit in die erste Startgruppe im Slalom vor. Auch im Riesenslalom verlief die Saison erfolgreich, Schild erreichte mit einem 9. Platz in Lenzerheide ihr bestes Karriereergebnis im Riesenslalom-Weltcup. Bei den Olympischen Winterspielen in Pyeongchang 2018 fuhr sie im Slalom auf den 7. Platz.
Zur Saisoneröffnung 2019/20 stürzte sie beim Riesenslalom-Weltcuprennen in Sölden am 26. Oktober 2019 im zweiten Durchgang schwer und zog sich dabei einen Kreuzbandriss im rechten Knie zu. Sie wurde noch am selben Tag in Innsbruck operiert. Kurz nach dem Comeback kam Schild Ende Dezember 2020 beim Slalomtraining auf der Reiteralm erneut zu Sturz. Dabei zog sie sich einen Kreuzband- und Meniskusriss sowie Bone Bruise am linken Knie zu. Sie wurde noch am selben Tag operiert, womit die Saison 2020/21 für sie vorzeitig beendet war.
Am 14. März 2021 gab Schild im Rahmen der ORF-Sendung Sport am Sonntag ihren Rücktritt vom Leistungssport bekannt.

## Privates
Am Wochenende des 18./19. Juni 2016 heiratete Bernadette Schild ihren Trainer Armin Wierer. Am 29. Juli 2022 kam ihr gemeinsamer Sohn zur Welt.

## Erfolge

### Olympische Spiele
- Pyeongchang 2018: 7. Slalom, 24. Riesenslalom

### Weltmeisterschaften
- Schladming 2013: 12. Slalom
- St. Moritz 2017: 10. Slalom, 17. Riesenslalom
- Åre 2019: 9. Slalom

### Weltcup
- 18 Platzierungen unter den besten fünf in Einzelrennen, davon 7 Podestplätze
- 1 Podestplatz bei Mannschaftswettbewerben

### Weltcupwertungen
| Saison  | Gesamt                              | Gesamt                              | Riesenslalom                        | Riesenslalom                        | Slalom                              | Slalom                              |
| Saison  | Platz                               | Punkte                              | Platz                               | Punkte                              | Platz                               | Punkte                              |
| ------- | ----------------------------------- | ----------------------------------- | ----------------------------------- | ----------------------------------- | ----------------------------------- | ----------------------------------- |
| 2008/09 | 120.                                | 7                                   | –                                   | –                                   | 54.                                 | 7                                   |
| 2010/11 | 62.                                 | 93                                  | –                                   | –                                   | 20.                                 | 93                                  |
| 2011/12 | 74.                                 | 68                                  | –                                   | –                                   | 28.                                 | 68                                  |
| 2012/13 | 32.                                 | 263                                 | –                                   | –                                   | 10.                                 | 263                                 |
| 2013/14 | 43.                                 | 220                                 | –                                   | –                                   | 7.                                  | 220                                 |
| 2014/15 | 46.                                 | 141                                 | –                                   | –                                   | 17.                                 | 141                                 |
| 2015/16 | 55.                                 | 140                                 | –                                   | –                                   | 16.                                 | 140                                 |
| 2016/17 | 23.                                 | 371                                 | 28.                                 | 51                                  | 8.                                  | 320                                 |
| 2017/18 | 14.                                 | 584                                 | 21.                                 | 121                                 | 5.                                  | 463                                 |
| 2018/19 | 19.                                 | 363                                 | 20.                                 | 92                                  | 9.                                  | 271                                 |
| 2019/20 | verletzungsbedingt keine Ergebnisse | verletzungsbedingt keine Ergebnisse | verletzungsbedingt keine Ergebnisse | verletzungsbedingt keine Ergebnisse | verletzungsbedingt keine Ergebnisse | verletzungsbedingt keine Ergebnisse |
| 2020/21 | 110.                                | 11                                  | –                                   | –                                   | 46.                                 | 11                                  |

### Europacup
- Saison 2008/09: 5. Riesenslalomwertung
- Saison 2009/10: 5. Gesamtwertung, 1. Slalomwertung, 8. Riesenslalomwertung
- Saison 2011/12: 4. Riesenslalomwertung
- 9 Podestplätze, davon 2 Siege:

| Datum             | Ort        | Land       | Disziplin    |
| ----------------- | ---------- | ---------- | ------------ |
| 29. Jänner 2010   | Courchevel | Frankreich | Riesenslalom |
| 14. Dezember 2011 | Zinal      | Schweiz    | Riesenslalom |

### Juniorenweltmeisterschaften
- Flachau 2007: 14. Slalom, 26. Riesenslalom
- Formigal 2008: 1. Slalom
- Garmisch-Partenkirchen 2009: 2. Slalom
- Mont Blanc 2010: 19. Riesenslalom

### Weitere Erfolge
- Österreichische Meisterin im Slalom 2018
- Österreichische Vizemeisterin in der Kombination 2006, 2007 und im Riesenslalom 2010
- Österreichische Jugendmeisterin in Slalom, Riesenslalom und Kombination 2008
- Silber im Riesenslalom und Bronze im Slalom beim European Youth Olympic Festival in Jaca 2007
- 2 Podestplätze im Australia New Zealand Cup, davon 1 Sieg
- 10 Siege in FIS-Rennen